# Didemnum vesperi
Didemnum vesperi är en sjöpungsart som beskrevs av Kott 2004. Didemnum vesperi ingår i släktet Didemnum och familjen Didemnidae. Inga underarter finns listade i Catalogue of Life.